# Cabo de Peñas
El cabo de Peñas es el cabo más septentrional del Principado de Asturias, España, y está situado en el concejo de Gozón. Está compuesto por acantilados que superan los 100 metros de altura, formados por roca cuarcita armoricana con una marcada resistencia a la abrasión.
El área fue declarada paisaje protegido mediante Decreto 80/1995, entrando a formar parte de la Red Regional de Espacios Naturales Protegidos de Asturias (RRENP). El Instrumento de Gestión fue aprobado mediante Decreto 154/2014. Dentro de los 19,2 km² protegidos se desarrolla una vegetación halófila, siendo el elemento vegetal de mayor importancia las comunidades acuáticas y turfófilas.
Desde la peña la Gaviera (a 94 m) se puede divisar el cabo Vidio, e incluso el cabo Busto, hacia el oeste, y la puntas del Castro, de la Narvata, del Aguión, de la Vaca y de Tazones hacia el este.

## Espacio natural

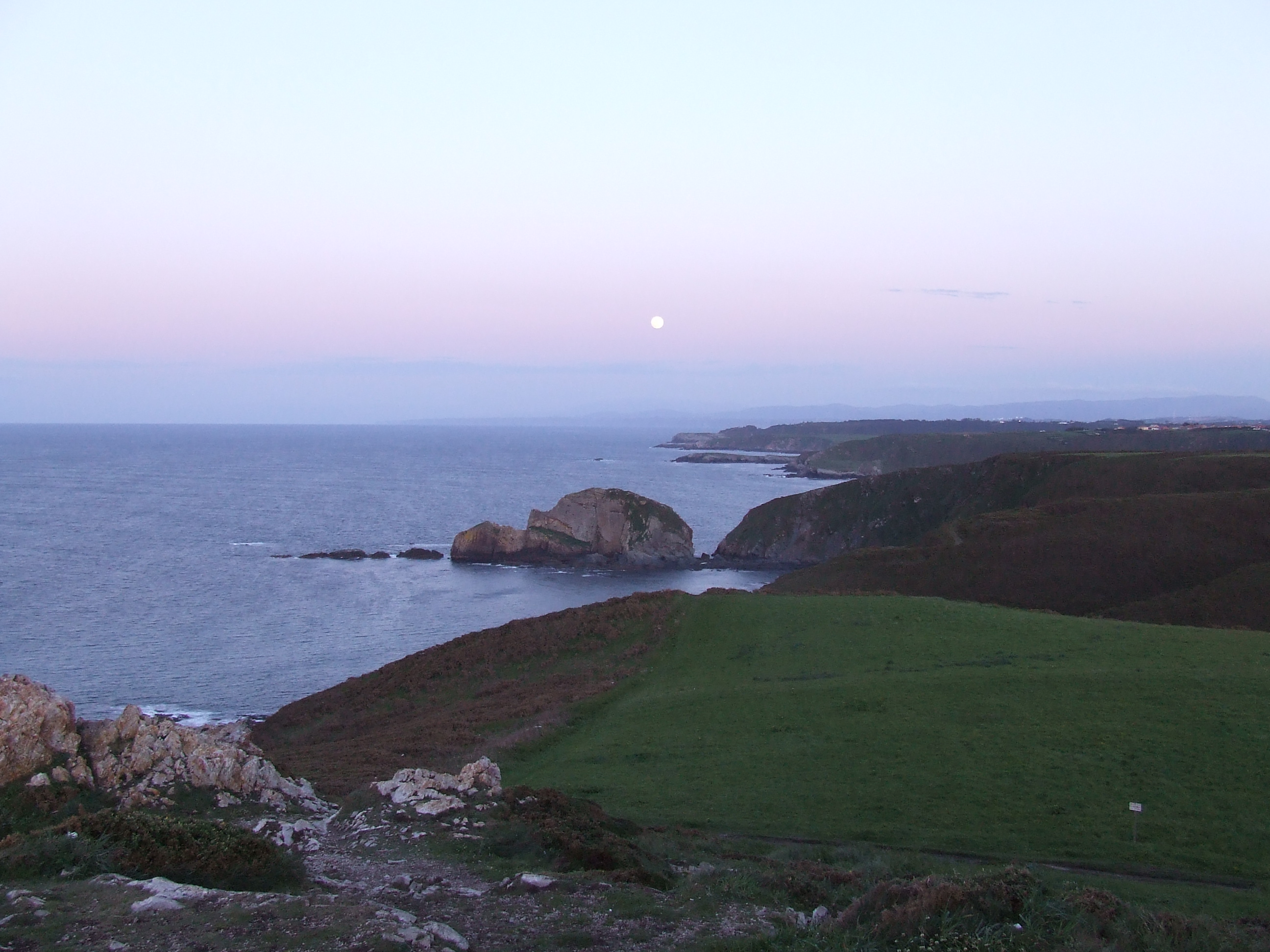
Cabo de Peñas, vistas al este.

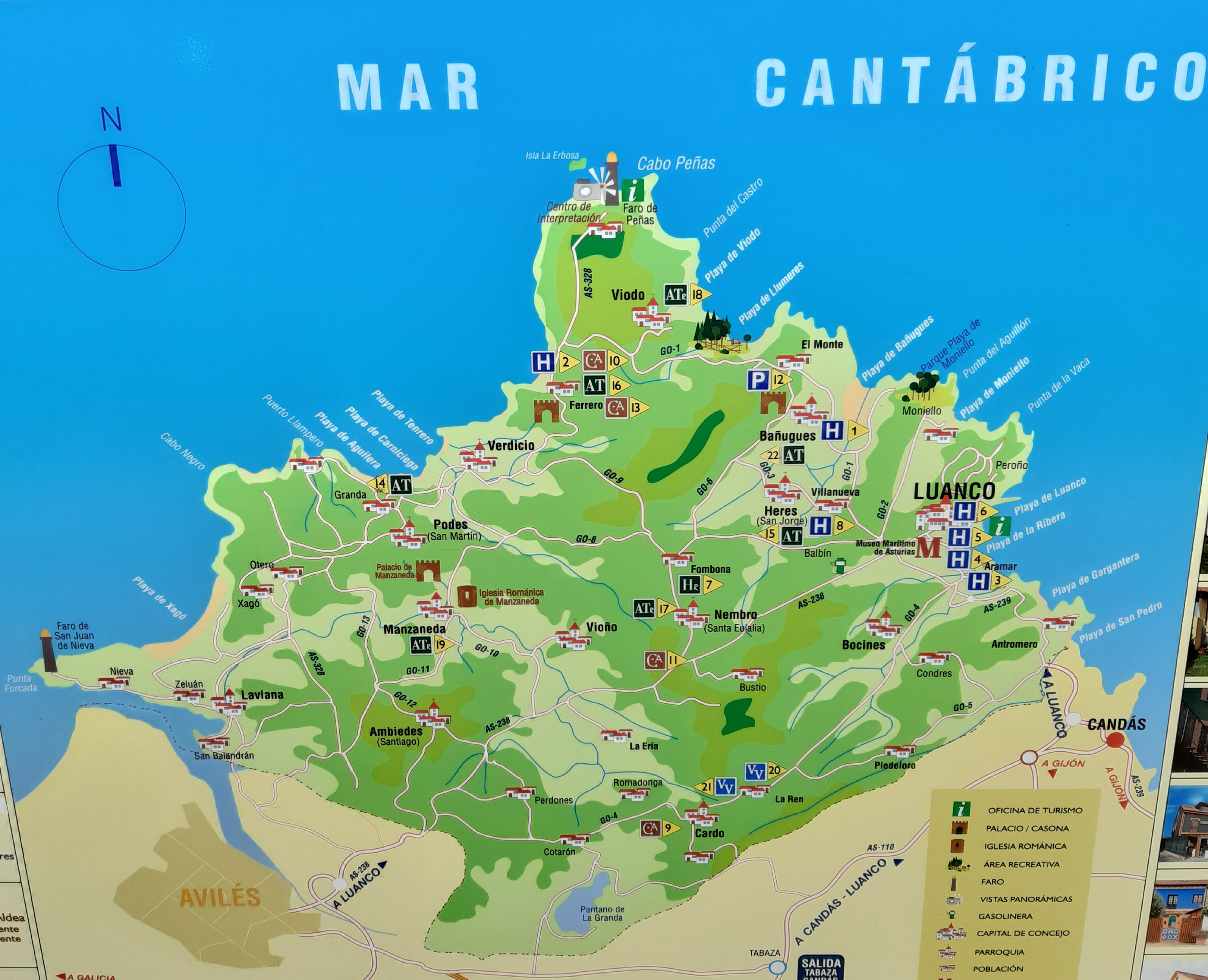
Plano de los alrededores del Cabo de Peñas.

La geografía, geología, flora y fauna hacen del Cabo Peñas uno de los lugares más singulares de la costa asturiana, siendo incluido en 2014 en la lista de Lugares de Importancia Comunitaria (LICs), formando parte desde 2014 de la Red Europea de espacios Protegidos denominada Red Natura 2000.
Entre sus valores naturalistas más destacados encontramos la presencia de la serie geológica paleozoica mejor representada del norte de España, además de tojales-brezales característicos de la cornisa cantábrica, buenos ejemplos de vegetación ligada a dunas y acantilados, actualmente amenazada, y vegetación de carácter térmico que sobrevive en latitudes más altas de las que le corresponden, como el acebuche (Olea europea var sylvestris) o el laurel (Laurus nobilis).
Debido a la presencia de aves marinas nidificantes amenazadas como el paíño europeo (Hydrobates pelagicus) o el cormorán moñudo (Phalacrocorax aristotelis), y para garantizar la protección y la gestión a largo plazo de las especies de aves y de sus hábitats, desde 2003 se incluye de forma parcial en la lista europea de Zonas de Especial Protección para las Aves (ZEPA). Cabe destacar que junto a la cercana Punta de la Vaca constituye un destacado lugar de observación de aves migratorias.
Cuenta además con las playas de Xagó, Verdicio, Llumeres, Bañugues y Moniello.

## Faro de Cabo de Peñas

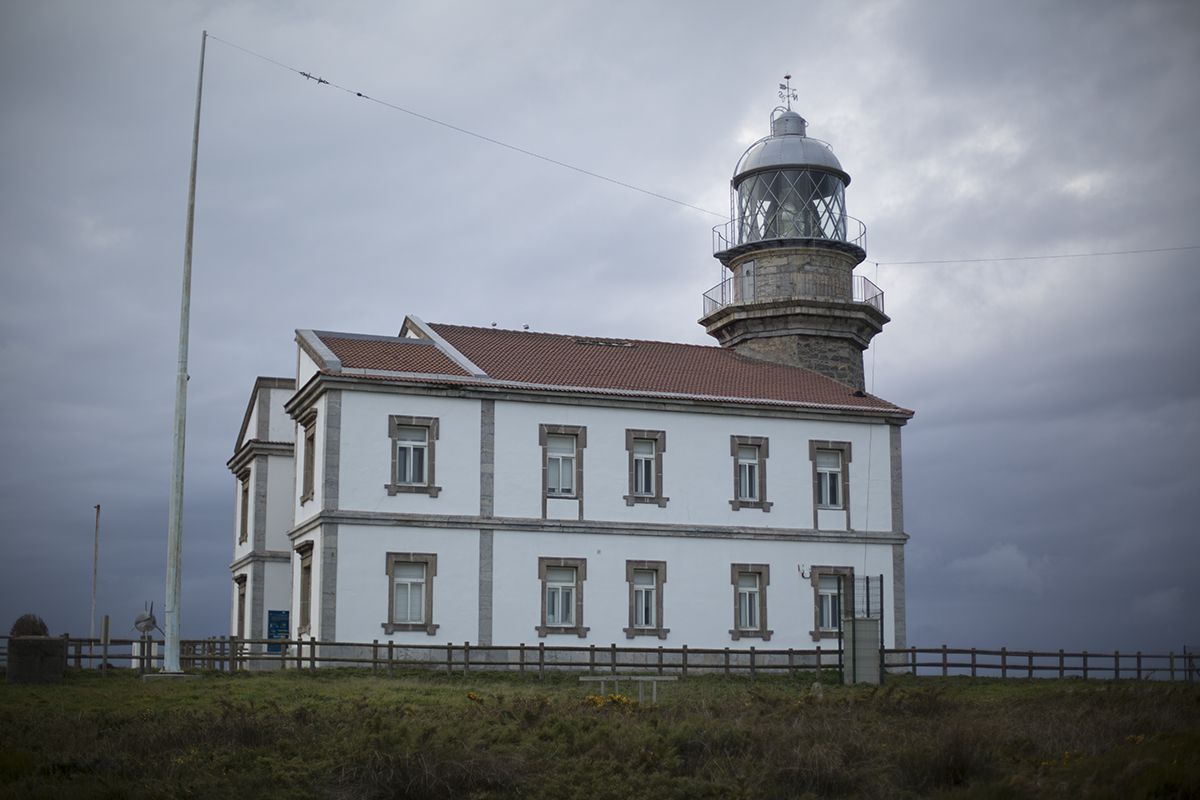
Faro de Cabo Peñas.

Coronado por el faro de Cabo Peñas, que es el más importante y de mayor alcance del litoral asturiano y que desde 1852 es luz y guía de marinos. Esta última linterna fue adquirida en la Exposición Universal de Barcelona de 1929. Sus características técnicas son:
- Plano focal sobre el nivel medio del mar: 119 m.
- Plano focal sobre el terreno: 19 m.
- Alcance con buen tiempo: 41 millas
- Alcance con bruma: 18 millas
- Destellos: grupo de 3 destellos.

Con anterioridad a 1852 se señalizaba con fuego, quemando troncos en una pantalla de piedras que iluminaba la noche en Peñas e indicaba el camino de vuelta a casa a los marineros. Esto también se hacía en las cercanías de los puertos como en Candás y en Luanco. Hoy en día el proceso está automatizado e informatizado, no siendo necesaria la manipulación diaria, pero si una continua supervisión que garantice su funcionamiento, especialmente cuando los temporales y las tormentas azotan la rasa costera, poniendo a prueba tanto los propios sistemas del faro como el suministro eléctrico y las comunicaciones.
Actualmente, en la planta baja del faro se ubica el Centro de recepción de visitantes e interpretación del medio marino de Peñas (MEMAP), configurado por cinco salas:
- Sala de los faros: historia de los faros y vida de los fareros.
- Sala de las tormentas y galernas: simulación de una galerna.
- Sala del hombre y el mar: relación ancestral del hombre con el mar, la pesca, la religión, etc.
- Sala de la biodiversidad marina: especies marinas del entorno de Peñas.
- La ventana de Gozón: principales recursos turísticos del concejo de Gozón.

También resultan interesantes las maquetas a escala de tiburones, ballenas y cachalotes. El centro ha sido galardonado con la Bandera Azul en el año 2006 y 2007; y con el distintivo temático por la Información y Educación Ambiental en 2007.